# 盧德維格·奧古斯丁松
漢斯·卡爾·卢德维格·奥古斯丁松（瑞典語：Hans Carl Ludwig Augustinsson；1994年4月21日—）是一位瑞典足球運動員。在場上的位置是左後衛。現効力比利時甲組聯賽球隊安德列治。他也代表瑞典國家足球隊。

## 国际职业生涯

### 青年国家队
奧古斯丁森在2009年至2013年间代表瑞典U17国家队和U19国家队共出场21次。自2012年以来，他已经为瑞典U21国家队出场19次，并仍有资格为该队效力。他在U21国家队取得了最大的成功，当时他们成功晋级2015年欧洲U21足球锦标赛，并最终赢得了锦标赛，同时成为Håkan Ericson执教下的主要球员。
在2016年，由于效力于哥本哈根足球俱乐部，奧古斯丁森被拒绝加入瑞典U23国家队，无法参加8月份的2016年奥运会。

#### 欧洲U21锦标赛
瑞典成功晋级2015年欧洲U21足球锦标赛捷克举办的锦标赛，这是自2004年以来的首次。在2013年初对阵葡萄牙U21国家队的一场友谊赛中，奧古斯丁森受伤，后来一直休养到年底，这意味着他错过了大部分资格赛。然而，当他可以上场时，他是Håkan Ericson在左后卫位置上的首选，并且参加了2014年的比赛。
奧古斯丁森在主要比赛小组赛的每场比赛中都上场。在对阵英格兰的第二场比赛之前，瑞典输掉了比赛，并传出利物浦的兴趣。
然而，瑞典设法从小组中晋级，这要归功于击败意大利并战平葡萄牙。在4-1击败丹麦半决赛后，瑞典将在决赛中再次对阵葡萄牙。在一场无进球的比赛中，瑞典在锦标赛上的首场零封比赛，比赛最终必须通过点球大战决定胜负。奧古斯丁森打进了点球，瑞典以4-3获胜。他因其出色的决赛表现受到国际赞誉，被描述为“出色”。 他入选了卫报的“锦标赛最佳阵容”。

### 国家队
奧古斯丁森在2015年1月首次代表瑞典国家队出场，当时他在对科特迪瓦和芬兰的友谊赛中首发出场。 Sportbladet将他评为这两场比赛中表现最佳的瑞典球员。
他在2016年3月获得第二次征召，代表瑞典国家队出场90分钟，在对阵土耳其的比赛中，瑞典以2-1负于对手。5月11日，Erik Hamrén宣布奧古斯廷森将入选2016年欧洲杯的大名单。

#### 2016年至今
在2016年欧洲杯的小组赛阶段，他作为替补未被使用，一直在馬田·奧臣之后，瑞典在小组赛中表现不佳。在Hamréns辞职后，揚內·安德森在同年夏天上任，当奥尔松与前任主教练产生冲突后，奧古斯丁森面临了更大的竞争。随着Andersson在2018年世界杯预选赛初期试验两名老将在左后卫位置上的表现，奧古斯丁森打开了代表瑞典U21国家队的可能性，尽管他仍有资格代表该队出场。不过，Andersson选择将他保留在成年国家队，并于10月对阵保加利亚的预选赛中让奧古斯丁森上场踢了最后的30分钟。
2018年5月，他入选了瑞典参加俄罗斯2018年国际足联世界杯的23人名单。

## 外部連結
- Ludwig Augustinsson （页面存档备份，存于） at 哥本哈根足球會
- Soccerway資料庫：盧德維格·奧古斯丁松